# Kangeaninseln
Die Kangeaninseln (indonesisch Kepulauan Kangean) sind eine indonesische Inselgruppe in der Balisee.

## Geographie

### Übersicht
Die Kangeaninseln liegen nordöstlich von Java, etwa 120 Kilometer östlich von Madura und 121 Kilometer nördlich von Bali. Die Gruppe bestehen aus drei Hauptinseln und etwa 60 Eilanden, die einen leichten Bogen in Nord-Süd-Ausrichtung bilden und eine Gesamtfläche von 668 km² haben. Den Westen bildet die Hauptinsel Kangean (487 km²), die in ihrer Form einem „C“ gleicht, von dessen Enden sich zwei Inselketten weiterleiten. Die südliche Kette bilden von West nach Ost die Inseln Saubi (Saobi), Sabunten (Sabunting), Sapankur, Saur, Saebus, Saseel und als Abschluss Sepanjang, die zweitgrößte Insel der Gruppe. Die Nordkette beginnt mit der drittgrößten Insel Paliat und seinen vorgelagerten kleinen Eilanden Seranangan, Pindanah und Talenki. Östlich liegen dann die Inseln Bankan, Sapeken, Satabo, Sidulang Kecil (Klein-Sidulang), Saular, Sidulang Besar (Groß-Sidulang), die Pagerunganinseln Pagerungan Kecil (Klein-Pagerungan) und Pagerungan Besar (Groß-Pagerungan) und weit im Osten die Insel Sakala.
Die Inselgruppe gehört zur Provinz Ostjava (Regierungsbezirk Sumenep) und teilt sich in die drei Distrikte (indonesisch Kecematan) Arjasa, Sapeken und Kangayangan. Arjasa bildet den Westen des Archipels, Kangayangan den Osten. Zu Sapeken gehören kleine Inseln im Osten, wie Sapeken, Paliat, Sadulang Besar, Sadulang Kecil, Pagerungan Besar and Pagerungan Kecil.Sapeken, Paliat, Sidulang Besar, Sidulang Kecil, Pagerungan Besar und Pagerungan Kecil.
Kangean ist allgemein flach, die Hügel im Nordosten erreichen 364 m.
Hauptorte sind Arjasa und Pabean auf Kangean.

### Klima
Das Klima ist heiß und feucht, der Himmel ist generell bewölkt und es gibt starke Regenfälle.

### Flora und Fauna
Die Hügel Kangeans bedecken Teakbäume, Kokosplantagen finden sich entlang der Küste.
Zur Inselfauna gehören Schwarznacken-Fruchttaube (Ptilinopus melanospilus melanauchen), Gabelschwanzhuhn (Gallus varius), Rotbein-Großfußhuhn (Megapodius reinwardt), Heckenkuckuck (Centropus sinensis), Sultanspecht (Chrysocolaptes lucidus kangeanensis), Weißnestsalangane (Aerodramus fuciphagus fuciphagus), der Netzbauchspecht (Picus vittatus) und die endemische Kangeanmeisentimalie (Mixornis prillwitzi). Auffälligster Vertreter der Tierwelt ist, neben Affen und Waranen, ist der Java-Leopard.

## Bevölkerung
Die Einwohner bekennen sich mehrheitlich zum Islam, der aber starken Einflüssen der traditionellen, lokalen animistischen Religion unterliegt. Die Sprache Kangean ist nah verwandt mit Maduresisch, der Sprache der westlichen Nachbarinsel, und wird in verschiedenen Dialekten gesprochen. Aus Java kommen vermehrt Einwanderer.

## Öffentliche Einrichtungen und Transport
Die Schulbildung auf den Inseln reicht nur bis zur Mittelschule. Für die Sekundarstufe müssen Schüler nach Java oder anderen Inseln Indonesiens. Als öffentliches Transportmittel dienen Fahrradtaxis und Motorräder. Die Hauptstraßen sind inzwischen befestigt oder asphaltiert. Strom gibt es, wenn überhaupt, nur vom späten Nachmittag bis zum Morgengrauen.

## Wirtschaft
Auf den Inseln wird etwas Landwirtschaft und Viehzucht betrieben. Kopra, Fisch, Salz und Holz werden vor allem nach Bali exportiert. Vor den Inseln wird seit 1993 Erdgas gefördert und per 430 Kilometer langer Pipeline nach Java geleitet. Traditionell ist die Perlausternzucht. Geld wird auch von Auswanderern geschickt, die in Malaysia und Singapur arbeiten.
Touristen können in den Wäldern wandern. Außerdem gibt es Sandstrände und Korallenriffe.
Bei den Pagerunganinseln befinden sich Gasfelder.